# Tarasca

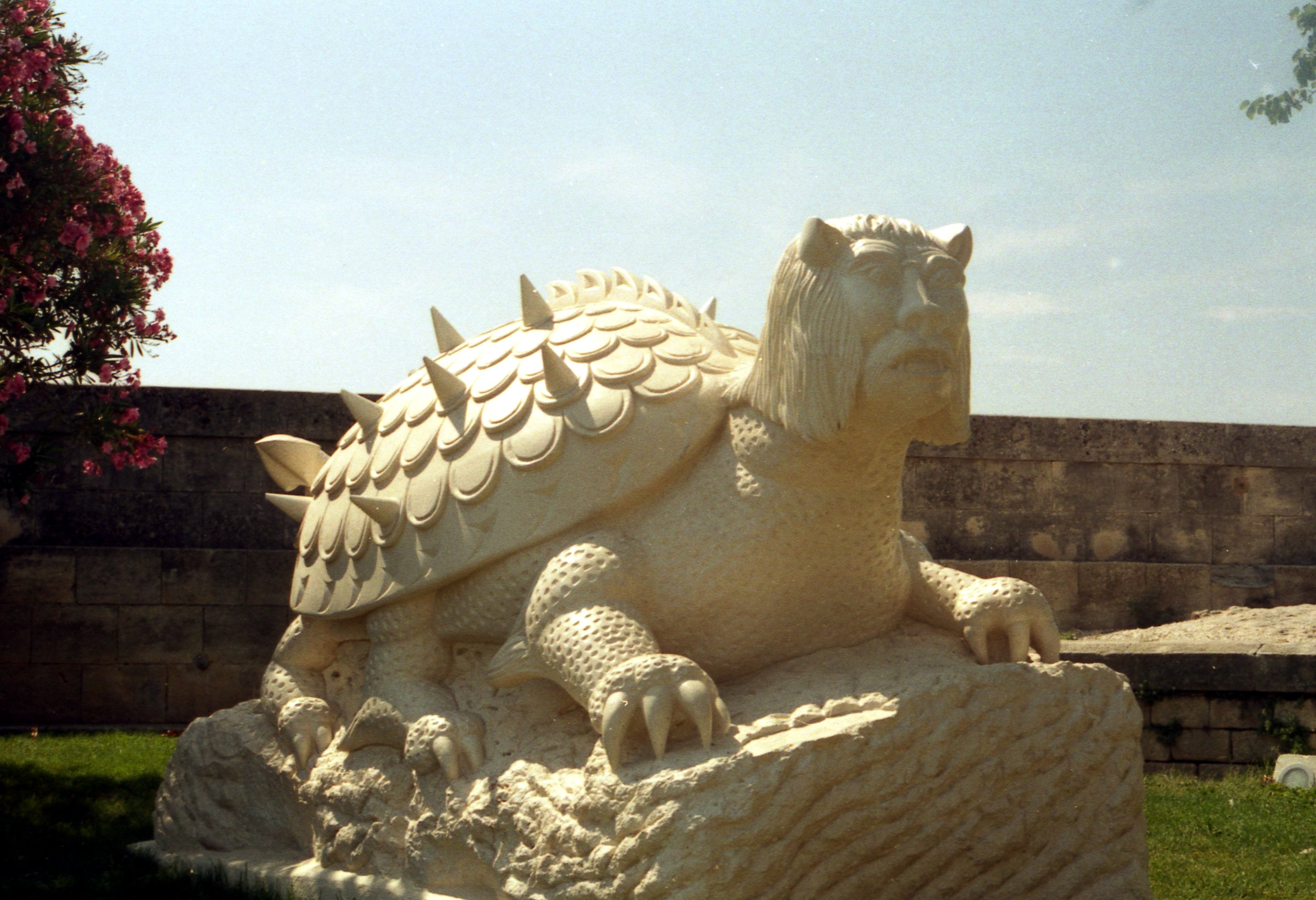
Statua raffigurante la Tarasca nei pressi del castello di Tarascona, Francia

La Tarasca (in francese Tarasque) è un mostro che, secondo la leggenda, avrebbe devastato la Provenza, una regione francese. Il 25 novembre 2005, l'UNESCO ha inserito la Tarasca nella lista dei Patrimoni orali e immateriali dell'umanità.

## Descrizione
Nell'iconografia popolare, la Tarasca ha sei zampe tozze e robuste e il corpo coperto da una solida corazza simile a quella di una tartaruga, con sopra una cresta e vari aculei ossei. La lunga coda squamosa si conclude con una protuberanza cornea a forma di punta di lancia, mentre la testa è quella di un leone.

## La leggenda

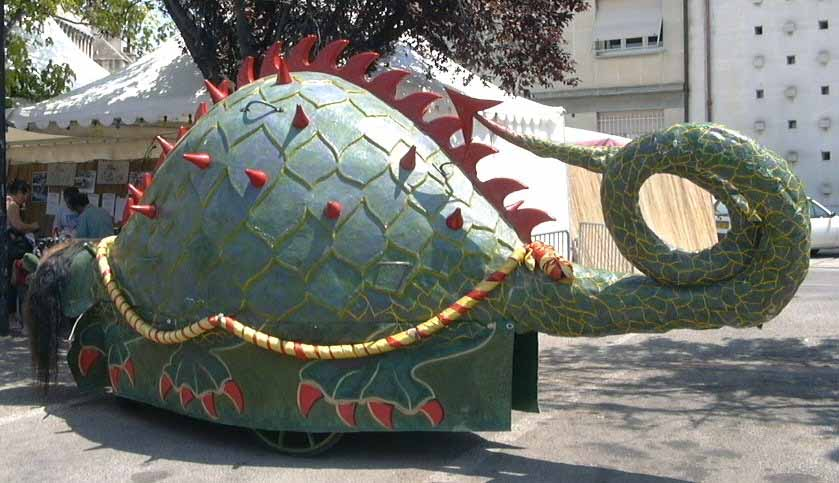
Un simulacro della Tarasca

La leggenda vuole che la Tarasca fosse originaria della Galazia, patria del mitico Onachus, un mostro capace di bruciare qualsiasi cosa entrasse in contatto con il suo corpo, e che proprio dall'unione tra l'Onachus e il Leviatano, fosse nata la Tarasca. Quest'ultima giunse in Provenza, nei pressi del villaggio di Nerluc, e situata la propria tana nel letto del fiume Rodano, imperversò nella regione uccidendone gli abitanti e devastando ogni cosa. 
Nella legenda aurea, Marta di Betania, assieme a sua sorella Maria di Betania, raggiunse le coste provenzali nel 48, in seguito alle persecuzioni in patria. Più precisamente approdarono nella zona della Camargue, nel paese attualmente chiamato Saintes-Maries-de-la-Mer. Qui trovarono il mostro, che venne ammansito da Santa Marta grazie alla preghiera: ad ogni Ave Maria recitata la Tarasca si rimpiccioliva in dimensioni. 
Quando divenne completamente innocua, Marta la condusse nella città di Nerluc, che poi (in onore della Tarasca) prese il nome di Tarascona; nell'emblema della città è presente l'immagine della creatura mostruosa. Qui però i cittadini uccisero la creatura. Ancora oggi l'uccisione della Tarasca è celebrata a Tarascona l'ultima domenica di giugno.
La leggenda della Tarasca assomiglia molto alla storia de La bella e la bestia. La creatura è affascinata e indebolita da una donna ma alla fine viene ucciso dagli esseri umani. Il concetto è vagamente simile nei miti del Enkidu e dell'unicorno: entrambi vengono tranquillizzati dalla presenza di una donna. La descrizione e la leggenda di tale creatura è simile ad altri mostri del Folclore francese come la Gargolla e la Vellosa.

### Galleria d'immagini

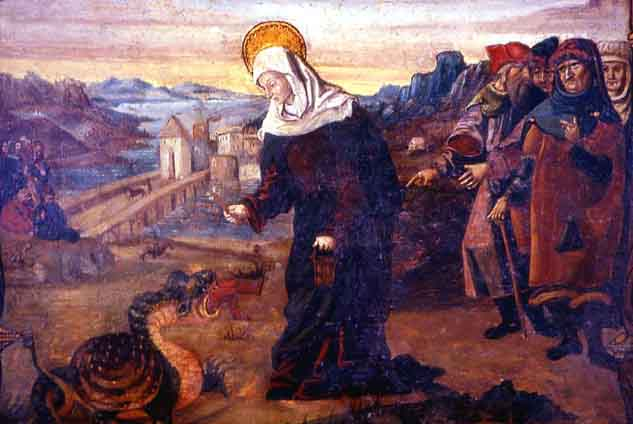
Dipinto alla basilica di Santa Maria Maddalena a Saint-Maximin-la-Sainte-Baume raffigurante Santa Marta e la Tarasca, di Andrea Abellon
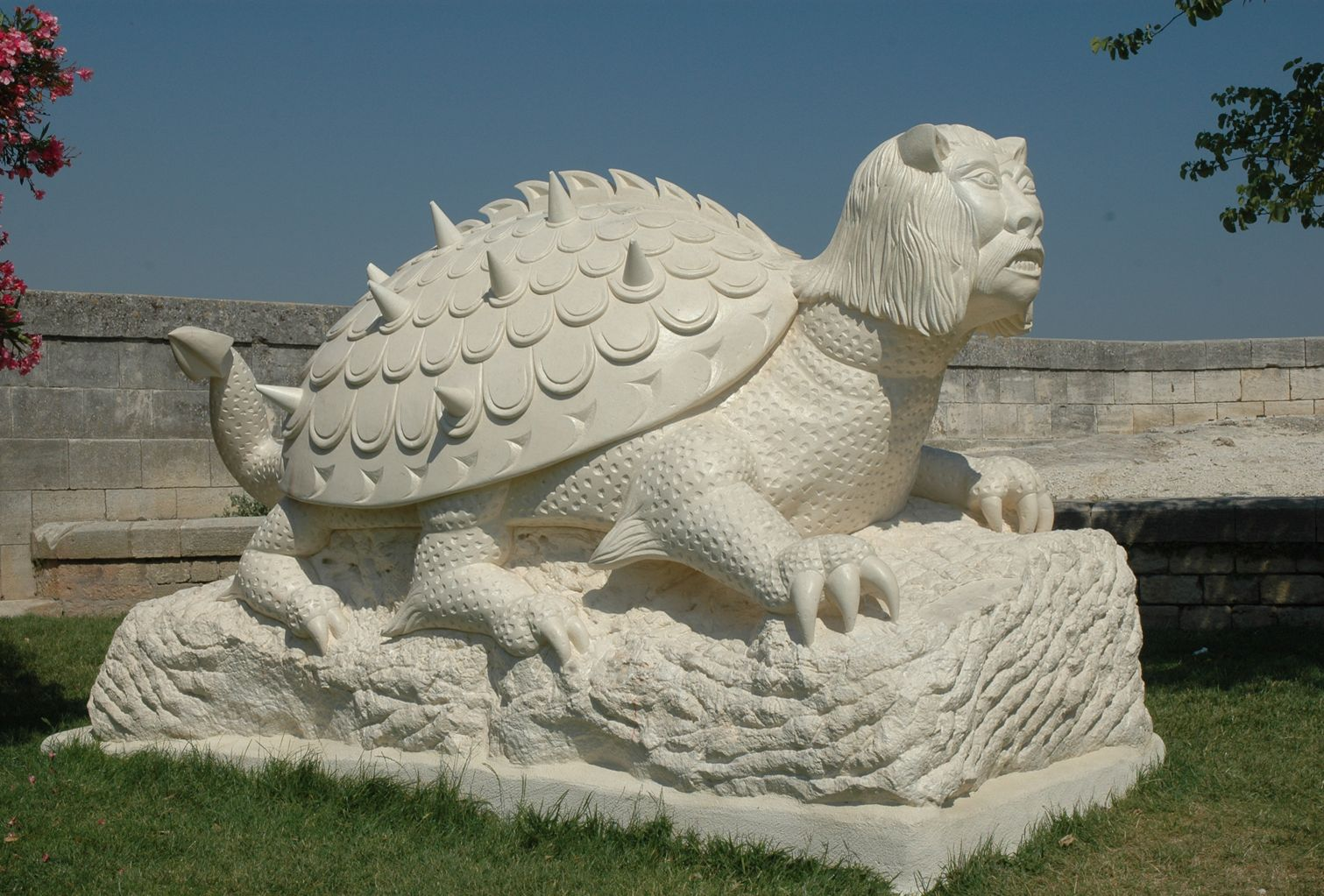
La statua della Tarasca a Tarascona
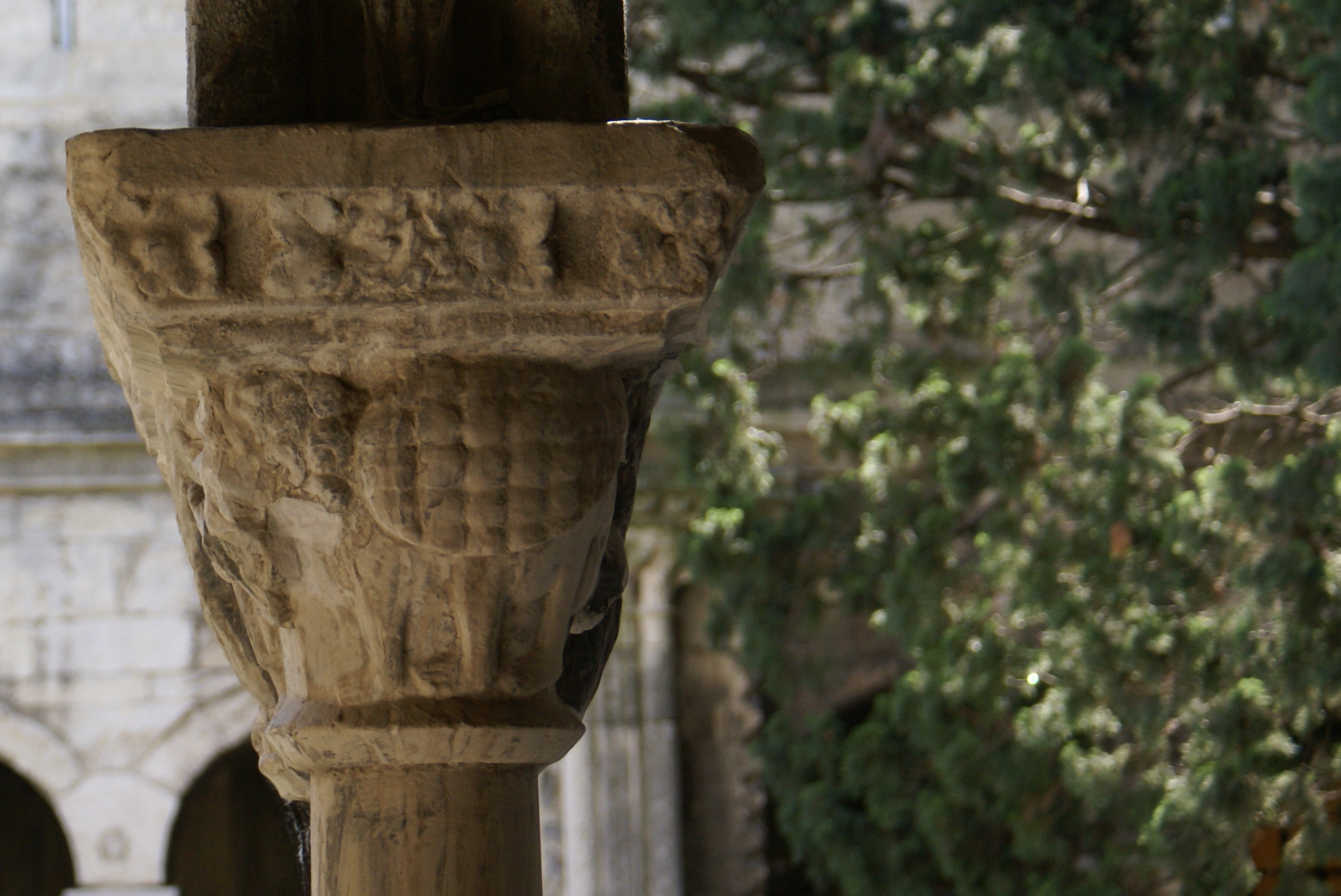
Intaglio di una colonna gotica della Cattedrale di Arles, risalente al XIV secolo, raffigurante la Tarasca.

## Araldica

Stemma di Tarascona

La Tarasca figura come arma parlante nello stemma della città di Tarascona.